# BMW 329
BMW 329 — автомобіль середнього класу німецької компанії BMW 1936—1937 років, що випускався на базі моделі BMW 319 на заводі у Айзенах. Модель запустили заради швидкого і економічно вигідного розширення і доповнення модельного ряду компанії BMW, де пропонували моделі серії BMW 326.
Модель отримала з моделі BMW 319 ходову частну, трансмісію, 6-циліндровий рядний мотор об'ємом 1911 см³ і потужністю 45 к.с. (33 кВт) при 3750 об/хв. Машину випускали з кузовами 2-місний і 4-місний кабріолет, що отримала більше за розміром покриття радіатора з моделі BMW 326 і відповідно коштували 4950 марок і 5800 марок. Було виготовлено 1.011 4-місних, 42 2-місні машини і 126 шасі (загалом 1179 шасі). 2-місні кузови виготовила спеціалізована фабрика Драуз з Гайльбронн. 4-місну модель критикували за не надто гармонійні пропорції.
З 1937 модель 329 замінила модель BMW 320.